# Không kích Ấn Độ Dương (1942)
Không kích Ấn Độ Dương là cuộc tấn công bằng không lực hải quân của Hải quân Đế quốc Nhật Bản nhằm vào tàu thuyền và căn cứ của Đồng Minh ở Ấn Độ Dương từ ngày 31 tháng 3 đến ngày 10 tháng 4 năm 1942. Lực lượng Hải quân Đế quốc Nhật Bản do đô đốc Nagumo Chūichi chỉ huy đã buộc lực lượng hải quân Đồng Minh (chủ yếu là Hạm đội Phương Đông của Hải quân Hoàng gia Anh) dưới quyền đô đốc James Somerville phải rút lui về Đông Phi; và Nhật Bản đã làm chủ được vùng biển phía đông Ấn Độ Dương.

## Hoàn cảnh
Sau khi thất trận ở Mã Lai, Hải quân Anh rút về vịnh Trincomalee ở Ceylon. Ceylon (ngày nay là Sri Lanka) là một đảo lớn nằm ở phía nam lục địa Ấn Độ còn Trincomalee là một quân cảng nước sâu, bao bọc chung quanh là những đồi trồng dừa, rất dễ phòng thủ. Ceylon gần như ở giữa Ấn Độ Dương, ít bị sự đe dọa của các cuộc hành quân trên bộ. Khi Singapore bị bao vây, Trincomalee được ưu tiên nhận trang thiết bị, để biến nó thành một căn cứ hải và không quân hiện đại, người Anh cho rằng trước sau gì Nhật cũng đổ bộ lên đảo nên nhiều công trình quốc phòng được làm ngay.
Sau khi đánh chiếm xong Indonesia, đế quốc Nhật Bản quyết định tiến vào Ấn Độ Dương, đánh chiếm Ceylon, tạo bàn đạp đánh lên lục địa Ấn Độ. Từ ngày 9 tháng 3, tức là giữa lúc chiến dịch Indonesia còn đang tiếp diễn, đô đốc tư lệnh Hạm đội Liên hợp Yamamoto Isoroku đã chỉ thị cho chuẩn đô đốc Nobutake Kondō, tư lệnh hạm đội đặc nhiệm phương Nam nghiên cứu kế hoạch tiến sâu vào Ấn Độ Dương. Mục tiêu của cuộc đột kích vào Ấn Độ Dương là uy hiếp tinh thần của người dân ở Ấn Độ trước sức mạnh của người Nhật, kích động mâu thuẫn giữa thuộc dân Ấn Độ và thực dân Anh và bảo vệ tuyến hàng hải từ eo Malacca và vịnh Bengal đến Rangoon, yểm trợ cho lục quân Nhật đánh chiếm Miến Điện.

## Lực lượng và kế hoạch các bên

### Nhật Bản
Đô đốc Kondo đã điều động một lực lượng lớn cho cuộc đột kích vào Ấn Độ Dương bao gồm 
- Lực lượng Mã Lai của phó đô đốc Ozawa Jisaburō bao gồm Hải đội Tuần dương 7 đặt căn cứ tại Mergui, Miến Điện hợp cùng Hải đội Tuần dương 4 để tham gia hỗ trợ hạm đội đặc nhiệm. Tuần dương hạm Mikuma, Mogami và khu trục hạm Amagiri được tách ra để thành lập "Đội phía Nam" với vai trò truy lùng các tàu buôn đối phương trong khu vực vịnh Bengal; trong khi tuần dương hạm Kumano, Suzuya và khu trục hạm Shiokaze đảm trách các khu vực phía Bắc đảm trách các khu vực phía Bắc. Tuần dương hạm Chōkai, tuần dương hạm hạng nhẹ Yura thuộc Hải đội Khu trục 4, hàng không mẫu hạm Ryujo cùng các khu trục hạm Ayanami, Yūgiri và Asagiri hình thành nên đội trung tâm để tăng cường các lực lượng phía Nam hay phía Bắc khi cần thiết.
- Một số tàu ngầm đến bờ biển phía Tây Ấn Độ để tấn công các thương thuyền.
- Hạm đội Hàng không thứ nhất của phó đô đốc Nagumo Chūichi bao gồm 5 hàng không mẫu hạm Akagi, Shōkaku, Zuikaku, Sōryū và Hiryū, có tuần dương hạm, khu trục hạm và một số tàu ngầm đi theo yểm trợ nhằm mục tiêu phá hủy các căn cứ hải quân Anh ở khu vực này.

### Anh
Về phía Anh, đô đốc Anh James Somerville được cử làm tư lệnh hải quân bảo vệ Ấn Độ Dương vào ngày 26 tháng 3 năm 1942, gọi là Hạm đội Phương Đông, đặt chỉ huy sở ở quân cảng Trincomalee. Dưới quyền ông ta có hai hàng không mẫu hạm Formidable, Indomitable với 5 thiết giáp hạm, thêm hàng không mẫu hạm hạng nhẹ Hermes và khoảng 8 chiếc tuần dương hạm và 16 khu trục hạm. Về quy mô, hạm đội Nhật nhỏ hơn hạm đội Anh nhưng Nhật có số lượng máy bay nhiều hơn, các hàng không mẫu hạm Anh chỉ có tổng cộng 97 máy bay để chống đỡ lại hàng trăm máy bay hiện đại của người Nhật.
Lợi thế duy nhất của người Anh trong cuộc không kích này là hệ thống radar trang bị trên các chiến hạm và các máy bay phóng ngư lôi của họ có trang bị radar phục vụ cho tấn công ban đêm, điều mà người Nhật không có. Do đó, kế hoạch của Somerville là tránh cho hạm đội của ông bị máy bay Nhật phát hiện vào ban ngày, đến ban đêm sẽ áp sát và tấn công hạm đội Nhật dựa vào 42 máy bay mà ông ta có ở các sân bay Ceylon bao gồm 22 chiếc Hawker Hurricane, 14 chiếc Supermarine Spitfire và 6 chiếc Fairey Fulmar. Ở Trincomalee còn có máy bay ném bom Blenheim có thể tấn công các hàng không mẫu hạm Nhật.

## Diễn biến

### Mở đầu
Hạm đội hùng mạnh của Nagumo đã rời vịnh Staring, Celebes vào ngày 26 tháng 3 năm 1942 để tiến vào Ấn Độ Dương. Những tin tức giải mã nhận được đã cảnh báo cho đô đốc Sir James Somerville biết về cuộc đột kích của quân Nhật, do đó ông đã cho Hạm đội Anh rút về Addu Atoll trên quần đảo Maldives, chờ đón cuộc tấn công mà ông cho rằng sẽ diễn ra vào ngày 1 hoặc 2 tháng 4.
Khi mà thời điểm tấn công Ceylon bị dự đoán sai, Somerville đã điều hàng không mẫu hạm Hermes trở về Trincomalee để sửa chữa, hộ tống bởi hai tuần dương hạm hạng nặng Cornwall và Dorsetshire, cùng khu trục hạm của Úc HMAS Vampire.
Đêm ngày 4 tháng 4, hạm đội Nhật đã bị phát hiện ở vị trí cách Ceylon 400 nặm về phía nam bởi một máy bay PBY Catalina do phi đội trưởng phi đoàn 413 Không quân Hoàng gia Canada Leonard Birchall lái. Vị trí của hạm đội Nhật đã được báo cáo về cho hải quân Anh trước khi chiếc Catalina bị một chiến đấu cơ Zero xuất phát từ Hiryū bắn hạ. Nhờ vậy mà tư lệnh hạm đội Anh lập tức phát lệnh cho các tàu ra khơi để tránh thảm họa bị tiêu diệt khi đang còn cắm neo như các chiến hạm Mỹ trong trận Trân Châu Cảng cũng như lực lượng phòng không ở Ceylon được chuẩn bị sẵn sàng.

### Không kích tại Colombo, Ceylon

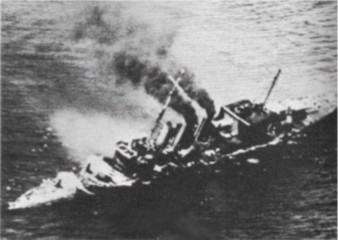
Tuần dương hạm Cornwall bốc cháy và chìm vào ngày 5 tháng 4 năm 1942

Ngày 5 tháng 4 năm 1942, một lực lượng 125 máy bay Nhật bao gồm 36 chiếc máy bay ném bom bổ nhào Aichi D3A, 53 chiếc máy bay phóng ngư lôi Nakajima B5N và 36 chiến đấu cơ A6M Zero do Mitsuo Fuchida, người đã chỉ huy cuộc không kích vào Trân Châu cảng tiến đến không kích thành phố cảng Colombo. Tuy nhiên trên đường đi, máy bay Nhật đã bay ngang qua mà không thấy để tấn công các máy bay của Không quân Hoàng gia Anh ở Ratmalana, phía nam Colombo. Những chiếc máy bay này sau đó đã tham gia chiến đấu với các máy bay Nhật trên vùng trời Colombo.
Cuộc tấn công của các máy bay Nhật đã đánh chìm tuần dương hạm phụ trợ Hector và khu trục hạm cũ Tenedos đang đậu ở cảng. Không quân Hoàng gia Anh mất 27 máy bay trong khi Nhật chỉ mất 7 máy bay. Buổi trưa ngày ấy, máy bay trinh sát Nhật phát hiện 2 tuần dương hạm Anh là chiếc Dorsetshirs và chiếc Cornwall đang chạy trên biển, 200 dặm phía tây nam Ceylon. 40 máy bay phóng ngư lôi được gọi đến và trong vòng một tiếng đồng hồ đã diệt gọn hai chiếc tàu này. 424 thủy thủ đã chết sau cuộc tấn công này.
Ngày 6 tháng 4, tàu tuần tra Ấn Độ Indus cũng bị đánh chìm ở vùng biển Miến Điện, gần Akyab.

### Hải quân Anh rút lui
Trước sức tấn công của người Nhật, đô đốc Somerville đứng trước một sự chọn lựa:
- Hoặc chấp nhận giao chiến, như thế thì đem 80 máy bay Spitfire của mình đối chọi với 300 Zero của đô đốc Nagumo. So sánh lực lượng không cân bằng.
- Còn nếu rút chạy thì hải quân Nhật tha hồ thao túng Ấn Độ Dương, bờ biển Coromandel của Ấn Độ và đảo Ceylon.

Sau cùng Somerville quyết định rút lui về Đông châu Phi, mặc cho các sĩ quan dưới quyền dè bỉu, đả kích thậm tệ. Đây là lần đầu tiên trong 100 năm nay, hải quân Hoàng gia Anh phải chạy, không giao chiến với kẻ địch. Sở dĩ ông ta chọn lựa giải pháp này là vì nếu hạm đội Phương Đông của Anh bị hủy diệt thì Nhật Bản bất cứ lúc nào cũng có thể đổ bộ lên Ấn Độ, phong tỏa châu Úc, đe dọa đường hàng hải Cape Town - Suez. Còn nếu chịu mất mặt thì bảo toàn được lực lượng, đợi ngày tương quan lục lượng khả quan hơn. Ngoài ra, ông còn có ý đồ đợi cho lực lượng đặc nhiệm Nhật tiến về phía bờ biển Ceylon bị máy bay và pháo bảo vệ bờ biển của Anh đánh tiêu hao, lúc đó hạm đội Anh mới quay trở lại tiến công hạm đội Nhật Bản từ phía sau.

### Không kích Trincomalee

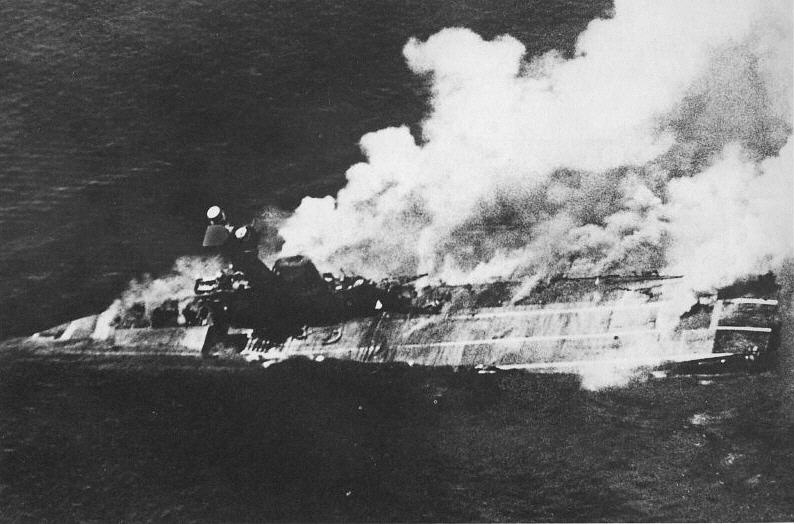
Hermes chìm sau cuộc tấn công của các máy bay Nhật vào ngày 9 tháng 4 năm 1942.

Ngày 9 tháng 4 năm 1942, máy bay Nhật tấn công quân cảng Trincomalee lúc 7 giờ sáng. Người Anh đã được cảnh báo về cuộc tấn công nên hàng không mẫu hạm Hermes và các tàu hộ tống của nó đã rời cảng vào đêm trước đó. Tuy nhiên lúc 8 giờ 55 phút, Hermes bị một máy bay trinh sát Nhật Bản phát hiện khi đang ngoài khơi Batticaloa. Không có các máy bay trên sàn tàu, Hermes không thể tự vệ khi bị 70 máy bay ném bom tấn công vào lúc 10 giờ 35 phút ở Batticaloa. Bị đánh trúng khoảng 40 lần, Hermes chìm với tổn thất 307 người. Những tàu hộ tống của nó bao gồm khu trục hạm Vampire và tàu hộ tống nhỏ Hollyhock cùng hai tàu chở dầu cũng bị đánh chìm. 590 người sống sót sau cuộc tấn công được tàu bệnh viện Vita vớt lên và đưa về Colombo.
Không quân Hoàng gia Anh mất tổng cộng 8 chiếc Hawker Hurricane và một chiếc Fairey Fulmar. Trong khi đó người Nhật mất 5 máy bay ném bom và 6 chiến đấu cơ, trong đó có 1 chiếc lao đầu vào thùng xăng tấn công tự sát.

### Vịnh Bengal
Trong khi đó, từ ngày 1 đến ngày 10 tháng 4, hạm đội Mã Lai của đô đốc Ozawa Jisaburō cũng từ Mergui, Miến Điện tiến vào vịnh Bengal để tiến đánh các thương thuyền và oanh tạc vùng biển phía đông Ấn Độ. Đội phía Bắc đã đánh chìm tàu buôn Mỹ tải trọng 4.986 tấn Exmoor và các tàu buôn Anh Autoclycus tải trọng 7.621 tấn, Malta 9.066 tấn và Shinkuang 2.440 tấn. Đội trung tâm có hàng không mẫu hạm Ryujo cũng đánh chìm nhiều tàu Anh và máy bay của Ryujo còn không kích Vizagapatam và Cocanada vào ngày 6 tháng 4. Đội phía Nam đã đánh chìm được các tàu buôn Anh Dardanus tải trọng 7.726 tấn, Ganara 5.281 tấn và Indora 6.622 tấn đang trên đường từ Calcutta đến Mauritius. Ngày 11 tháng 4, các chiến hạm này đã quay trở về căn cứ hải quân Singapore.
Theo các số liệu của phía Anh, người Nhật đã đánh chìm 23 tàu chở hàng với tổng trọng tải 112.312 tấn.

## Kết quả
Sau cuộc không kích này, hạm đội Nhật Bản đã làm chủ vùng biển phía Đông Ấn Độ. Với sự vắng bóng của Hạm đội Phương Đông, hàng loạt tàu vận tải Anh đã bị đánh chìm với khoảng một trăm ngàn tấn hàng hóa đang đi tiếp tế cho chiến trường Miến Điện, đồng thời tàu hàng Nhật ra vào Miến Điện không bị đe dọa. Người Nhật cũng không đổ bộ lên Ceylon mà chỉ tăng viện quân cho Rangoon. Được sự hỗ trợ của hải quân, lục quân Nhật ở Miến Điện đã tấn công mạnh mẽ và ngày 8-5 họ chiếm Mandalay rồi tiến vào cảng Akyab cách biên giới Ấn Độ 150 km. Họ cắt đứt "con đường Miến Điện" đi Trung Hoa và bắt đầu đe dọa Ấn Độ.
Tóm lại, sự xâm nhập Ấn Độ Dương của hải quân đế quốc Nhật là một sự thành công chớp nhoáng nhưng không có ngày mai. Nhìn kỹ thì nó không đạt được mục tiêu đề ra: đó là tiêu diệt toàn bộ hạm đội Phương Đông của Anh. Nó còn đưa đến một hậu quả khác là làm yếu đi cuộc tấn công vào cảng Moresby vì hầu hết số hàng không mẫu hạm của Nagumo phải tu sửa lại và chỉ có 2 chiếc Shokaku, Zuikaku tham gia được vào trận chiến biển Coral. Phi công Mitsuo Fuchida sau này đã viết rằng cuộc không kích Ấn Độ Dương là một cuộc tấn công lãng phí người và khí tài tốt nhất của hải quân Nhật.
Đây là lần xuất kích thành công cuối cùng của hạm đội Nagumo. Kể từ lúc khởi đầu cuộc chiến đến khi rời khỏi Ấn Độ Dương (cuối tháng 4-1942), đoàn chiến hạm của ông đã vượt 50.000 hải lý.